# شانسيل مبيمبا
شانسيل مبيمبا مانغولو (بالفرنسية: Chancel Mbemba Mangulu) هو لاعب كرة قدم كونغولي ديمقراطي يلعب حاليًا لصالح نادي مارسيليا الفرنسي.

## الألقاب

### النادي
أندرلخت
- الدوري البلجيكي للمحترفين (1): 2013–14
- كأس السوبر البلجيكي (2): 2013، 2014

## روابط خارجية
- شانسيل مبيمبا على موقع الاتحاد الأوربي (الإنجليزية)
- شانسيل مبيمبا على موقع إي إس بي إن إف سي (الإنجليزية)
- شانسيل مبيمبا على موقع قاعدة بيانات كرة القدم.إي يو (الإنجليزية)
- شانسيل مبيمبا على موقع ليكيب (الفرنسية)
- شانسيل مبيمبا على موقع ناشيونال فوتبول تيمز (الإنجليزية)
- شانسيل مبيمبا على موقع Soccerbase.com (لاعب) (الإنجليزية)
- شانسيل مبيمبا على موقع Soccerway.com (الإنجليزية)
- شانسيل مبيمبا على موقع عالم كرة القدم.نت (الإنجليزية)
- شانسيل مبيمبا على موقع كووورة
- شانسيل مبيمبا على موقع AS.com (الإسبانية)

- صفحة اللاعب على RSCA.be